# توم مكهيل (روائي، 1902)
توم مكهيل (بالإنجليزية: Tom McHale)‏ (7 مايو 1902، سيوكس سيتي في الولايات المتحدة - 12 نوفمبر 1994)؛ روائي أمريكي.